# Frédéric Hélein
Frédéric Hélein (* 22. April 1963) ist ein französischer Mathematiker.
Hélein wurde an der École polytechnique bei Jean-Michel Coron promoviert. Er war Professor an der École normale supérieure de Cachan und ist Professor an der Universität Paris VII (Denis Diderot). Er war Gastprofessor an der ETH Zürich.
Hélein leistete mit Haïm Brézis und Fabrice Béthuel Pionierarbeit in der Theorie der Ginzburg-Landau-Gleichung, zum Beispiel zeigten sie, dass der Vortex für große Werte des Parameters der Gleichung durch die Werte einer renormierten Energie festgelegt ist. Hélein befasst sich auch mit weiteren Variationsproblemen und differentialgeometrischen Problemen in der mathematischen Physik zum Beispiel in Eichtheorien.
Teilweise mit seinem Lehrer Coron und mit Béthuel befasste er sich auch mit der Regularität schwach harmonischer Abbildungen zwischen Mannigfaltigkeiten und der Dichte stetiger Abbildungen in Sobolew-Räumen von Abbildungen zwischen Mannigfaltigkeiten. 1990 zeigte er, dass in zwei Dimensionen die schwach harmonischen Abbildungen in eine Sphäre regulär sind (auf höhere Dimensionen m der Ausgangsmannigfaltigkeit von Lawrence C. Evans erweitert, der zeigte, dass für stationäre schwach harmonische Abbildungen die Menge der singulären Punkte maximal Hausdorff-Dimension m-2 hat). Kurz darauf bewies er ein entsprechendes Resultat für Abbildungen von einer zweidimensionalen Mannigfaltigkeit in beliebige Riemannsche Mannigfaltigkeiten, was von Bethuel auf höherdimensionale Ausgangsmannigfaltigkeiten erweitert wurde (wie zuvor in dem Beweis von L. C. Evans mit dem Zusatz der Stationarität der Abbildung).
1999 gewann er den Fermat-Preis mit Fabrice Bethuel für Beiträge zur Variationsrechnung. 1998 war er Invited Speaker auf dem Internationalen Mathematikerkongress in Berlin (Phenomena of compensation and estimates for partial differential equations).

## Schriften
- mit Fabrice Béthuel, Haïm Brézis: Ginzburg-Landau Vortices (= Progress in non-linear Differential Equations and their Applications. 13). Birkhäuser, Boston MA u. a. 1994, ISBN 0-8176-3723-0.
- Applications harmoniques, lois de conservation et repères mobiles. Diderot, Paris u. a. 1996, ISBN 2-84134-073-2.
- Constant mean curvature surfaces, harmonic maps and integrable systems. Birkhäuser, Basel u. a. 2001, ISBN 3-7643-6576-5.